# جانا بورسسکا
جانا بورسسکا (به انگلیسی: Jana Burčeska) (زاده ۶ ژوئیه ۱۹۹۳) خواننده اهل مقدونیه است.
او در مسابقه آواز یوروویژن ۲۰۱۷ نماینده مقدونیه بود .